# Johannes Carstensen
Johannes Peter Carstensen, född 16 augusti 1833 i Köpenhamn, död 25 mars 1893 i Uppsala, var en dansk musiker.
Carstensen var i Köpenhamn en ansedd violinist och tilldelades det Anckerska legatet. Senare reste han till Sverige och anställdes 1868 som konsertmästare vid Kungliga Akademiska Kapellet i Uppsala. År 1873 blev han även ledare för Upplands regementes musikkår och 1876 musiklärare vid läroverket i Uppsala och vann på dessa poster högt anseende. Han komponerade en ouvertyr, kammarmusik, pianoverk och sånger.